# Paul Horn
 (août 2025).
Si vous disposez d'ouvrages ou d'articles de référence ou si vous connaissez des sites web de qualité traitant du thème abordé ici, merci de compléter l'article en donnant les références utiles à sa vérifiabilité et en les liant à la section « Notes et références ».
Paul Horn (17 mars 1930, New York - 29 juin 2014) est un flûtiste américain de jazz, de world music et de new age.
Il apprend le piano à partir de 4 ans et le saxophone à partir de 12 ans. Il découvre la flûte à 22 ans au conservatoire d'Oberlin (Ohio) et obtient un master's degree à la Manhattan School of Music.
Après avoir fait ses débuts professionnels en compagnie de Mongo Santamaria, il participe à plusieurs groupes jazzy dont Sauter-Finegan Orchestra (1956), Chico Hamilton Quintet (1956-58), Suite Thursday, le Duke Ellington Orchestra, Nat King Cole et Tony Bennett. 
Voyageur, à la fin des années 1960, il découvre l'Inde, sa musique et sa spiritualité, par la méditation transcendantale. Il initie alors le thème inside, correspondant à un enregistrement de solo de flûte improvisée dans un haut lieu spirituel, le Taj Mahal en l'occurrence. Suivront les pyramides, les cathédrales, etc. Peu à peu, de l'Inde, il va se tourner vers la Chine, puis vers des expériences plus métissées. 
Il est aussi saxophoniste et clarinettiste. 

## Discographie

### En tant que leader
- House of Horn (Dot, 1957)
- Plenty of Horn (Dot, 1958)
- Impressions! (World Pacific, 1959)
- Something Blue, (1960)
- The Jazz Years, (1961)
- The Sound of Paul Horn, (1961)
- Profile of a Jazz Musician, (1962)
- In India & Kashmir, (1968)
- Inside ou Inside the Taj Mahal (1968)
- July 9-10, (1973)
- Visions, (1974)
- Altura Do Sol ou The Altitude of the Sun, (1975, avec Egberto Gismonti)
- Special Edition, (1975)
- Nexus, (1975, avec Nexus)
- Inside the Great Pyramid, (1976)
- Riviera Concert, (1977)
- Dream Machine, (1978, avec Shiffrin)
- Live at Palm Beach Casino, Cannes, (1980)
- China, (1981, avec Liang Cheng)
- Jupiter 8, (1982)
- Inside the Magic of Findhorn, (1983)
- Inside Russia ou Inside the Cathedral, (1983)
- Live From Russia, With Love, (1983)
- Paul Horn : Jazz Compositions, (1983)
- Connections, (1984, avec Steven Halpern)
- Paul Horn in Concert, (1984)
- Traveler, (1985)
- Sketches: A Collection, (1986)
- China, (1987)
- The Peace Album, (1988) - music for Christmas
- Brazilian Images, (1989)
- Inside the Taj Mahal, Volume 2, (1989)
- Nomad : Selected Pieces 1976-1988, (1990)
- Africa, (1994)
- Music, (1997)
- Inside Canyon de Chelly, (1997) - avec R. Carlos Nakai
- Inside Monument Valley, (1999) - avec Nakai
- Tibet: Journey to the Roof of the World, (2000)
- Imprompture, (2001)
- Journey Inside Tibet, (2001)

### En tant que sideman
Avec Lorez Alexandria
- More of the Great Lorez Alexandria (Impulse!, 1964)

Avec Nat King Cole
- L-O-V-E (Capitol, 1965)

Avec Buddy Collette
- Buddy Collette's Swinging Shepherds (EmArcy, 1958)
- At the Cinema! (Mercury, 1959)

Avec Duke Ellington
- Swinging Suites by Edward E. and Edward G. (Columbia, 1960)

Avec Chico Hamilton
- Chico Hamilton Quintet (Pacific Jazz, 1957)
- Sweet Smell of Success (Decca, 1957)
- South Pacific in Hi-Fi (World Pacific, 1958)
- Ellington Suite (World Pacific, 1959)
- The Three Faces of Chico (Warner Bros., 1959)

Avec Fred Katz
- Zen: The Music of Fred Katz (Pacific Jazz, 1957)
- Soul° Cello (Decca, 1958)
- Folk Songs for Far Out Folk (Warner Bros., 1958)

Avec Shelly Manne
- My Fair Lady with the Un-original Cast (Capitol, 1964)

Avec Ken Nordine
- Word Jazz (Dot, 1957)
- Son of Word Jazz (Dot, 1958)

Avec Lalo Schifrin
- Gone with the Wave (Colpix, 1964)